# Cimetière militaire d'Arnhem-Oosterbeek
Le cimetière militaire d'Arnhem-Oosterbeek est un cimetière militaire britannique situé à Oosterbeek, près d'Arnhem, aux Pays-Bas (province de Gueldre). Il a été créé en 1945 et regroupe 1764 tombes de la Seconde Guerre mondiale et 4 tombes postérieures à la guerre. Il contient aussi des mémoriaux pour deux personnes enterrées ailleurs. La plupart des sépultures sont celles de militaires des armées alliées tués soit lors de la bataille d'Arnhem, une opération aéroportée infructueuse qui avait pour but de prendre le contrôle du pont d'Arnhem sur le Rhin inférieur en septembre 1944, soit lors de la libération de la ville en avril 1945. Des dépouilles de victimes de ces combats sont encore mises au jour de temps à autre si bien que le nombre de sépultures dans ce cimetière continue d'augmenter.

## Combats dans la région d'Arnhem

### 1rebataille d'Arnhem
En septembre 1944, le haut commandement allié accepte la proposition défendue par le Field Marshall britannique Bernard Montgomery : l'opération Market Garden, dans l'intention de lancer la 2e armée britannique à l'assaut de l'Allemagne en contournant la ligne Siegfried et en frappant rapidement la Ruhr, cœur industriel de l'Allemagne. L'opération consiste à prendre le contrôle de tous les ponts sur les nombreux bras du Rhin qui barrent l'axe de progression envisagé, pour ouvrir la route à l'offensive terrestre, grâce au parachutage simultané de trois divisions aéroportées : la 101e division aéroportée américaine, dans la région d'Eindhoven, la 82e division aéroportée américaine, dans la région de Nimègue et la 1ère division aéroportée britannique pour s'emparer de l'objectif le plus éloigné au nord, dans la région d'Arnhem. Du succès de cette opération dépendait celui de l'offensive terrestre, qui devait avancer rapidement vers le nord des Pays-Bas en traversant plusieurs bras du Rhin,. Parachutée à bonne distance de l'objectif à l'ouest d'Arnhem (pour éviter les défenses anti-aériennes de la ville) le 17 septembre, la 1re division aéroportée britannique se heurte à des troupes allemandes combattives, notamment les blindés du 2e SS Panzerkorps et seul l'équivalent d'un régiment atteint le pont routier d'Arnhem et en occupe l'entrée nord tandis que le pont ferroviaire est détruit par les Allemands. Devant la vigueur inattendue de la réaction des troupes allemandes, et étant donné le retard de l'arrivée de renforts par voie terrestre, les troupes alliés ne peuvent se maintenir. Les survivants du bataillon qui est entré à Arnhem se rendent le 21 septembre et le reste de la division est évacué le 25 septembre.
Au cours des 9 jours de bataille, près de 2000 soldats alliés ont été tués (dont certains après la fin des combats à la suite de leurs blessures), dont plus de 1174 hommes de la 1re division aéroportée britannique, 219 hommes du Glider Pilot Regiment, 92 hommes de la 1ère brigade indépendante de parachutistes polonais, 368 hommes de la RAF, 79 répartiteurs de réapprovisionnement du RASC, 25 hommes du XXXe Corps et 27 hommes du US IX Troop Carrier Command. Le nombre exact de morts allemands est estimé à au moins 1300. De plus, les historiens avancent le nombre de 453 victimes civiles néerlandaises occasionnées par ces combats.

### 2ebataille d'Arnhem
Les pertes humaines lors de la libération d'Arnhem en 1945 sont beaucoup plus faibles : 62 tués et 134 blessés du côté britannique.

## Cimetière

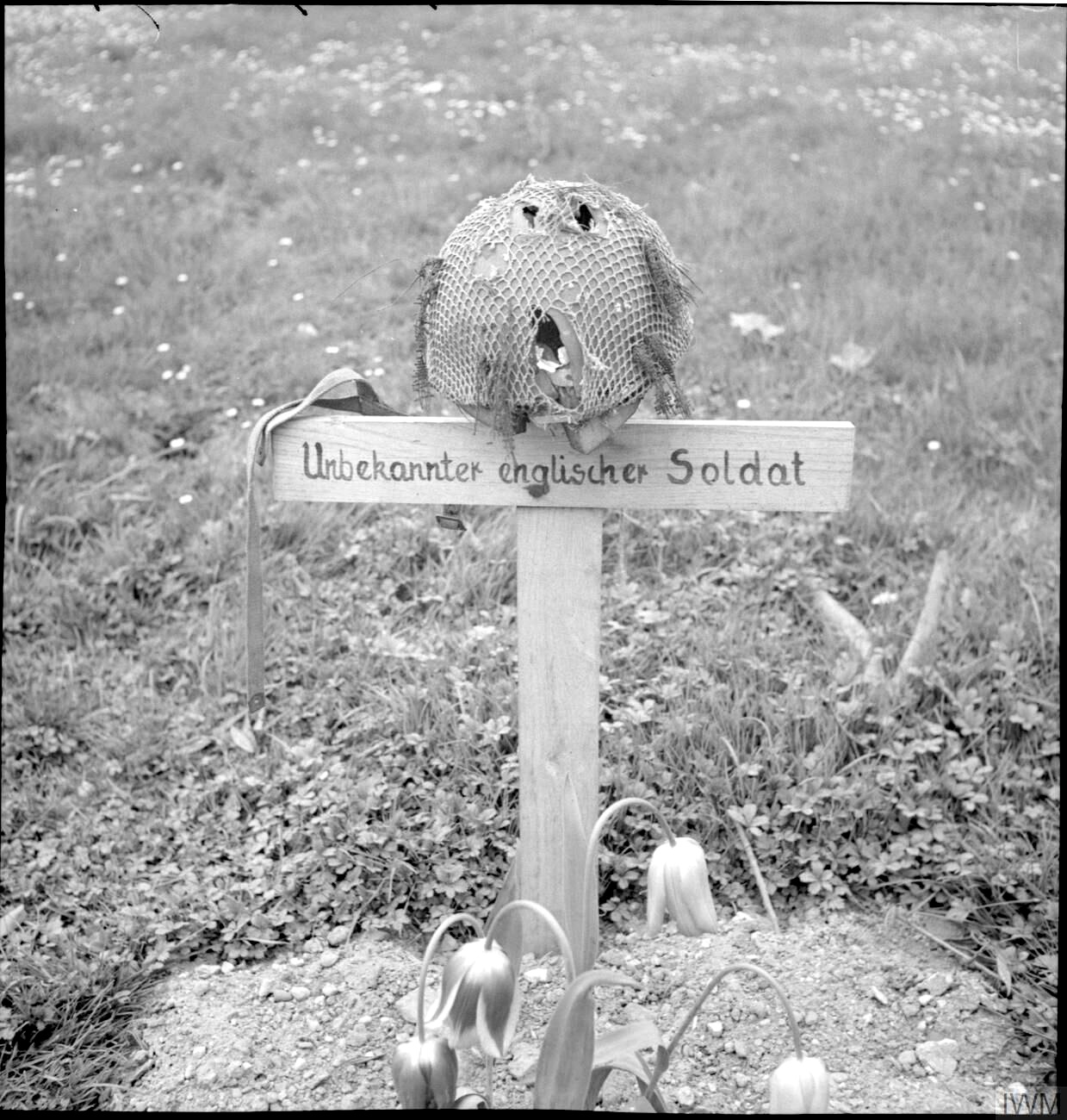
Tombe d'un parachutiste inconnu, tué à la bataille d'Arnhem, 1944, photographiée en avril 1945

En raison du retrait des Alliés, la grande majorité de leurs morts a dû être laissée sur le champ de bataille. Ils ont été enterrés dans de simples fosses de campagne (parfois dans leurs propres tranchées) ou dans de petites fosses communes creusées par les Allemands. La Néerlandaise Kate ter Horst, dont la maison servait de poste de secours pendant la bataille, a retrouvé les tombes de 57 hommes dans son jardin à son retour après la guerre. Après la libération d'Arnhem en avril 1945, les unités d'enregistrement des sépultures de la 2e armée britannique se sont déplacées dans la région et ont commencé à localiser les morts alliés. Un petit champ au nord d'Oosterbeek a été offert en prêt perpétuel par le gouvernement néerlandais à la Commission impériale des sépultures de guerre (aujourd'hui Commission des sépultures de guerre du Commonwealth) en juin 1945 et les morts y ont été réinhumés. Beaucoup de ceux qui ont été tués lors de la libération d'Arnhem ont également été enterrés sur le même site. Le cimetière a été achevé en février 1946, à l'origine avec les tombes marquées par des croix métalliques, remplacées par des pierres tombales en 1952. La plupart des morts allemands ont été enterrés dans le cimetière des héros SS près d'Arnhem après la bataille, et ultérieurement réinhumés dans le cimetière de guerre allemand d'Ysselsteyn.
La Commission des sépultures de guerre du Commonwealth enregistre 1759 tombes dans le cimetière en 2004. 1450 d'entre elles sont du Commonwealth, y compris des Britanniques, des Canadiens, des Australiens et des Néo-Zélandais. Le cimetière est également le dernier lieu de repos de 73 soldats polonais (dont beaucoup ont été exhumés et déplacés de Driel, à la grande déception des habitants de Driel)  et de 8 civils néerlandais – certains tués dans les combats et d'anciens employés de la Commission. 244 des tombes ne sont pas identifiées.
En 2003, il y avait encore 138 soldats alliés disparus dans la région, et ils sont commémorés au Cimetière de Groesbeek. Cependant, des traces de la bataille sont souvent découvertes, encore actuellement, quelque 75 ans après les événements, et les corps des militaires alliés sont réinhumés au cimetière militaire d'Oosterbeek. Le personnel du Gravenregistratiedienst ("Service d'enregistrement des sépultures") tente de les identifier avant qu'ils ne soient réinhumés. Un soldat du Border Regiment a ainsi été découvert et réinhumé dans le cimetière en 2005 et un autre qui n'avait pas été identifié auparavant a été réinhumé en 2006.

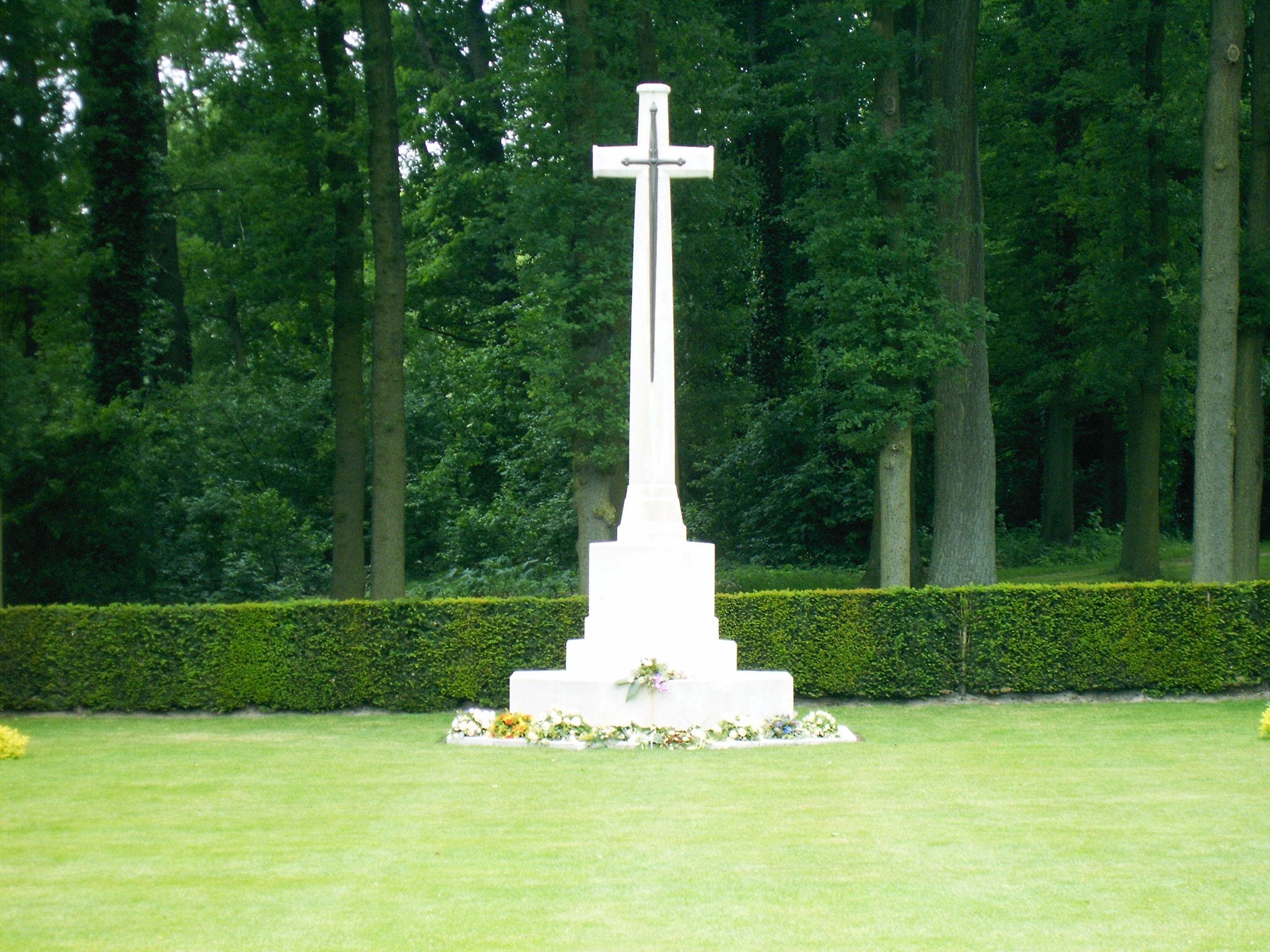
La Croix du Sacrifice, monument central du cimetière.

Cinq hommes ont reçu la Croix de Victoria après la bataille, dont quatre à titre posthume. Trois d'entre eux reposent à présent dans le cimetière militaire d'Oosterbeek : le lieutenant John Hollington Grayburn du 2e Bataillon, Régiment de parachutistes, le Flight Lieutenant David Samuel Anthony Lord du 271 Squadron de la Royal Air Force et le capitaine Lionel Ernest Queripel du 10th Battalion, Parachute Regiment. Le Lance SergentJohn Daniel Baskeyfield du 2e bataillon du South Staffordshire Regiment n'a pas de tombe connue et sa mémoire est commémorée au mémorial de Groesbeek. Le major Robert Henry Cain, également du 2e bataillon du South Staffordshire Regiment, a survécu à la bataille et a été enterré sur l' île de Man à sa mort en 1974.

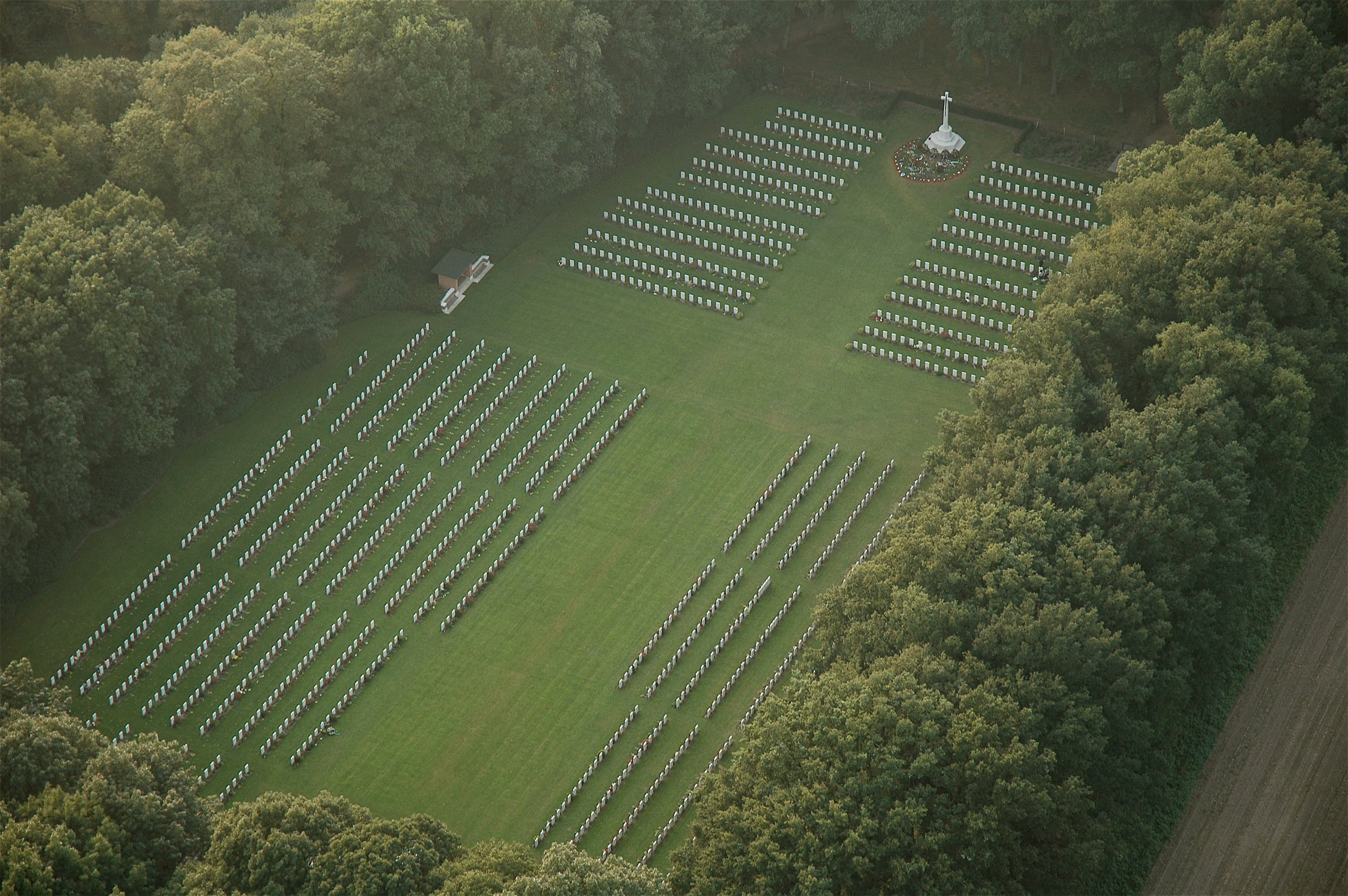
Vue aérienne du cimetière.

En face du cimetière militaire se trouve un cimetière civil avec un petit carré militaire contenant les tombes de neuf aviateurs abattus peu de temps avant la bataille. Il abrite également Lipmann Kessel, médecin militaire attaché à la 16e unité d'ambulance de campagne (parachutiste) pendant la bataille, qui a souhaité être enterré près de ses hommes après sa mort en 1986. De même, le cimetière de Moscowa à cinq kilomètres plus à l'est, contient les tombes de trente-six aviateurs tués avant la bataille et d'un soldat non identifié. Tous les morts alliés de la bataille d'Arnhem ne sont pas enterrés au cimetière. Quelque 300 hommes qui ont été tués en avion pendant les combats, en tentant de s'échapper ou qui ont succombé à des blessures plus tard, sont enterrés dans des cimetières civils aux Pays-Bas, en Belgique, au Royaume-Uni et aux États-Unis. Soixante hommes morts dans des camps de prisonniers de guerre après la bataille sont enterrés en Allemagne.

## Commémorations
Au cours de l'été 1945, plusieurs centaines de soldats qui avaient participé à la bataille ont été détachés des opérations en Norvège et renvoyés à Arnhem pour participer au tournage du film de guerre Theirs Is The Glory ("La gloire leur appartient"). À cette occasion, ils ont assisté au premier événement commémoratif au cimetière. Cet événement s'est ensuite renouvelé chaque année, réunissant des anciens combattants, des résidents locaux et des centaines d'écoliers qui fleurissent les tombes. Après le 25e anniversaire, en 1969, le Parachute Regiment a proposé aux organisateurs néerlandais d'arrêter ces cérémonies, estimant que la bataille était suffisamment passée dans l'histoire. Les Néerlandais se sont opposés à cette idée avec véhémence et émotion et la cérémonie continue donc d'avoir lieu chaque année,,.

## Tombes de guerre du Commonwealth à proximité
- Cimetière de guerre canadien de Groesbeek
- Cimetière de guerre de Mook
- Cimetière de guerre de Jonkerbos